# Lasse Ottesen
Lasse Ingier Ottesen, född 8 april 1974 i Aurskog i Aurskog-Hølands kommun i Akershus fylke, är en norsk före detta backhoppare. Han representerade Aurskog-Finstadbru Sportsklubb.

## Karriär
Lasse Ottesen debuterade i världscupen på hemmaplan i Granåsen i Trondheim 13 mars 1991 och blev nummer 16. Fyra dagar senare hoppade han i världscuptävlingen i Holmenkollen och slutade som nummer 23. 
Ottesen startade i olympiska spelen 1992 i Albertville i Frankrike. Han slutade som nummer 45 i båda de individuella tävlingarna. I lagtävlingen blev han och lagkamraterna  Rune Olijnyk, Magne Johansen och Espen Bredesen nummer 7, hela 106,4 poäng efter segrande Finland och 58,1 poäng ifrån en pallplats.
Strax efter OS deltog Ottesen i junior-VM i Vuokatti i Finland. Där fick Lasse Ottesen en silvermedalj i laghoppningen tillsammans med det norska laget. Finland, med bland andra Toni Nieminen i laget, vann tävlingen på hemmaplan. Tyskland med Sven Hannawald som lagkapten blev nummer tre.
Ottesen var för första gången på prispallen i en världscuptävling i Falun i Sverige 6 december 1992. Han har tillsammans 9 pallplaceringar (tre andraplatser och sex tredjeplatser) i världscupen. Han tävlade 11 säsonger i världscupen. Bästa sammanlagtplaceringen kom i säsongen 1993/1994 då han blev nummer 9 totalt. I tysk-österrikiska backhopparveckan fick han bästa resultatet säsongen 1999/2000 då han blev nummer 8. 
Höjdpunkten i karriären var OS på hemmaplan i Lillehammer 1994. Första tävlingen i backhoppning var i stora backen i Lysgårdsbakkene backanläggning. Lasse Ottesen blev nummer 6. Jens Weissflog från Tyskland vann tävlingen före hemmafavoriten Espen Bredesen. Norska laget lyckades inte i laghoppningen. Lasse Ottesen och lagkamraterna blev utan medalj. Det slutade som nummer fyra efter Tyskland, Japan och Österrike. Sista backhoppstävlingen i OS var i normalbacken. Där lyckte de norska hopparna bättre. Ottesen vann en silvermedalj, 14,0 poäng efter lagkamraten Espen Bredesen och 7,5 poäng före tyska Dieter Thoma.
Lasse Ottesen deltog i VM i skidflygning första gången i Letalnica i Planica i Slovenien 1994. Han blev nummer 5 i tävlingen som vanns av Jaroslav Sakala från Tjeckien. Under VM i skidflygning 1996 i Kulm i Bad Mitterndorf i Österrike blev Ottesen sist av 50 startande. Bättre gick det i Skidflygnings-VM i Oberstdorf 1998 då han slutade på 5:e plats, 46,0 poäng efter segrande Kazuyoshi Funaki från Japan. Ottesens sista skidflygnings-VM var på hemmaplan i Vikersund 1990. Här blev Ottesen nummer 9. Sven Hannawald från Tyskland vann tävlingen.
Under olympiska vinterspelen 1998 i Nagano i Japan startade Ottesen i de två tävlingarna i stora backen i Hakuba Skidarena. I den individuella blev han nummer 10 og i lagtävlingen blev norska laget nummer fyra efter Japan, Tyskland och Österrike.
I sitt sista Skid-VM i Ramsau am Dachstein i Österrike 1999 misslyckades Ottesen med en 35:e plats i stora backen och en 22:e plats i normalbacken. Han var inte i det norska laget i laghoppningen.
Lasse Ottesen har vunnit norska mästerskapen 5 gånger (4 gånger i stora backen och en gång i normalbacken). Han har också en silvermedalj och två bronsmedaljer från norska mästerskap.
Lasse Ottesens sista internationella tävling var världscuptävlingen i Hinterzarten i Tyskland 2001 där han blev sist av 50 startande. Ottesen avslutade sin aktiva backhoppningskarriär 2001.

## Senare karriär
Efter avslutad backhoppskarriär blev Lasse Ottesen backhoppstränare för det norska landslaget i nordisk kombination. 2004 blev han hopptränare för det amerikanska kombinationslandslaget och blev chefstränare 2006. Sedan 1 maj 2008 har han varit assistenttränare för norska backhoppningslandslaget, först under Mika Kojonkoski och sedan Alexander Stockl.